# Nathaniel Phillips
Nathaniel Harry Phillips (ur. 21 marca 1997 w Bolton) – angielski piłkarz występujący na pozycji obrońcy w szkockim klubie Celtic, do którego wypożyczony jest z Liverpoolu. Wychowanek Bolton Wanderers, w trakcie swojej kariery grał także w VfB Stuttgart.